# Csingtaói metró
A Csingtaói metró (egyszerűsített kínai írással: 青岛地铁, hagyományos kínai írással: 青島地鐵, pinjin: Qīngdǎo Dìtiě) Kínában található Csingtao városban és vonzáskörzetében. A metróhálózat hossza 2024 júliusában 342,3 km, a metróvonalak száma 8 és az állomások száma 186 volt. Éves utasforgalma 187 510 000 fő (2019). Az első vonal 2015. december 16-án nyílt meg.

## Forgalom
Az utasforgalom az elmúlt években az alábbi módon változott:
| 2017 | 65 700 000  |
| 2019 | 187 510 000 |

## Járművek
Minden vonalon szabványos B1 sorozatú gördülőállományt használnak. Jellemzően hat kocsis szerelvényekkel közlekednek, míg a 11-es és 13-as vonalakon négy kocsis szerelvényeket használnak. Az áramellátás egy harmadik sínen keresztül történik, 1500 V egyenfeszültséggel. Az egyes vonalakon különböző megjelenésű és színű vonatok közlekednek.

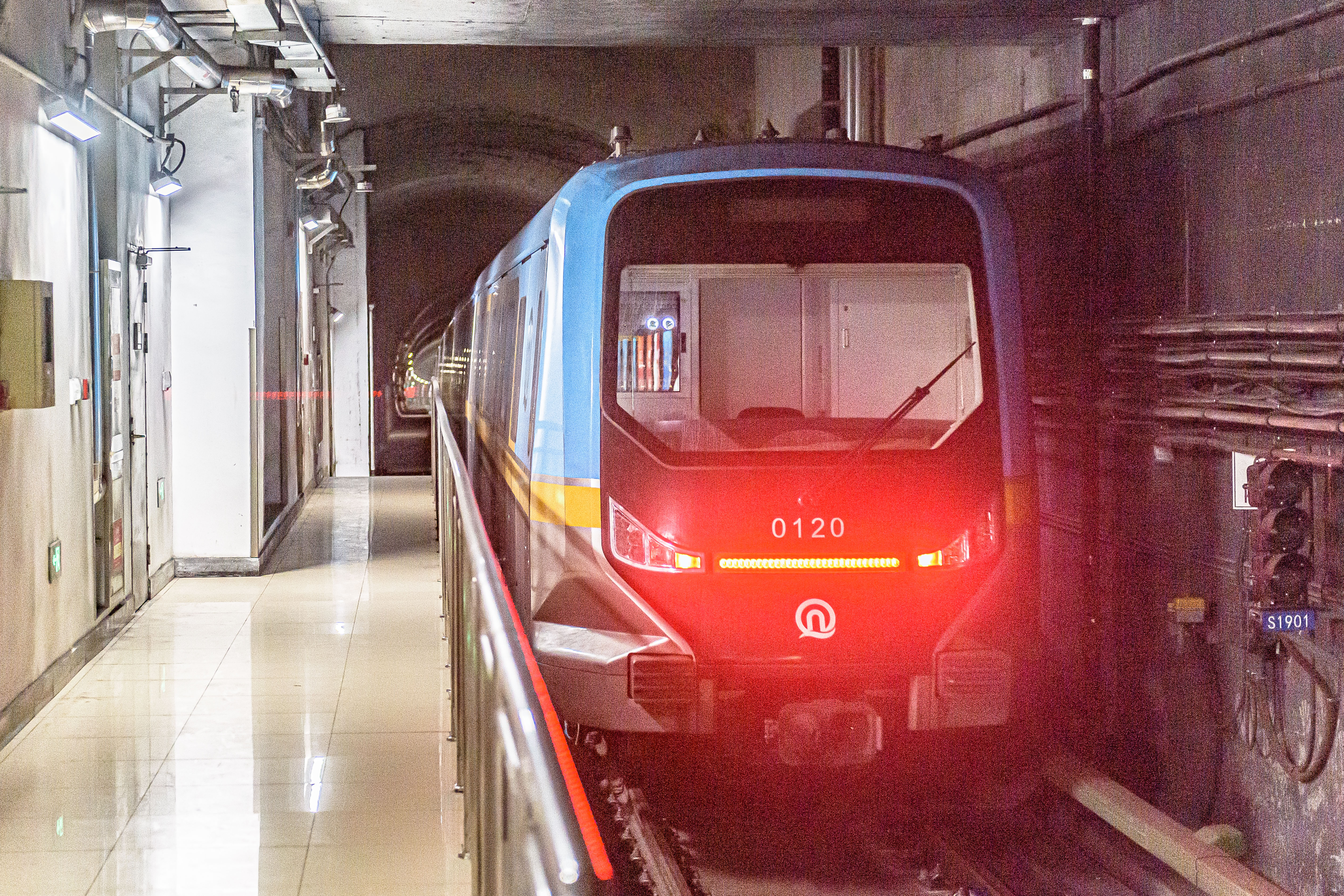
Line 1
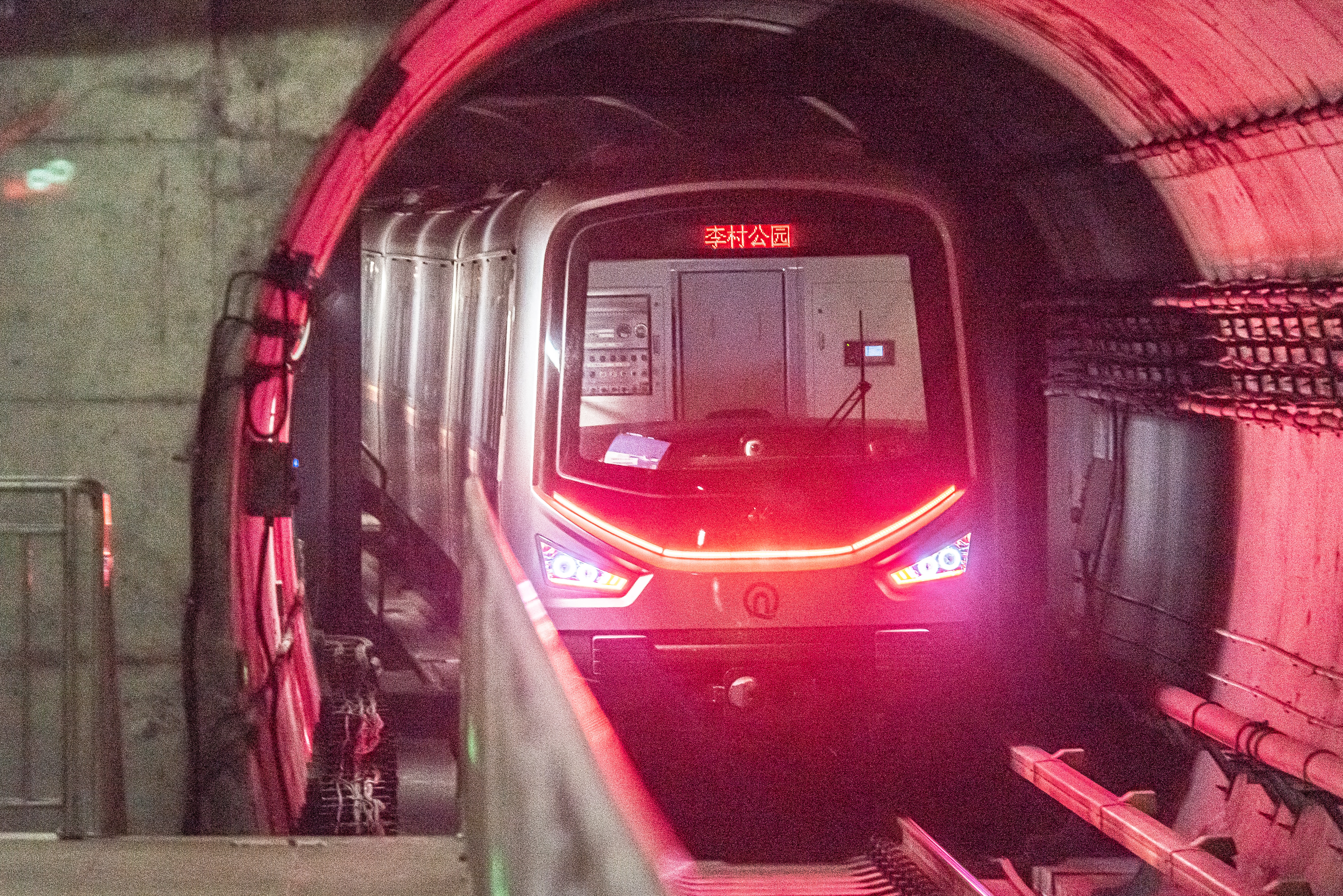
Line 2
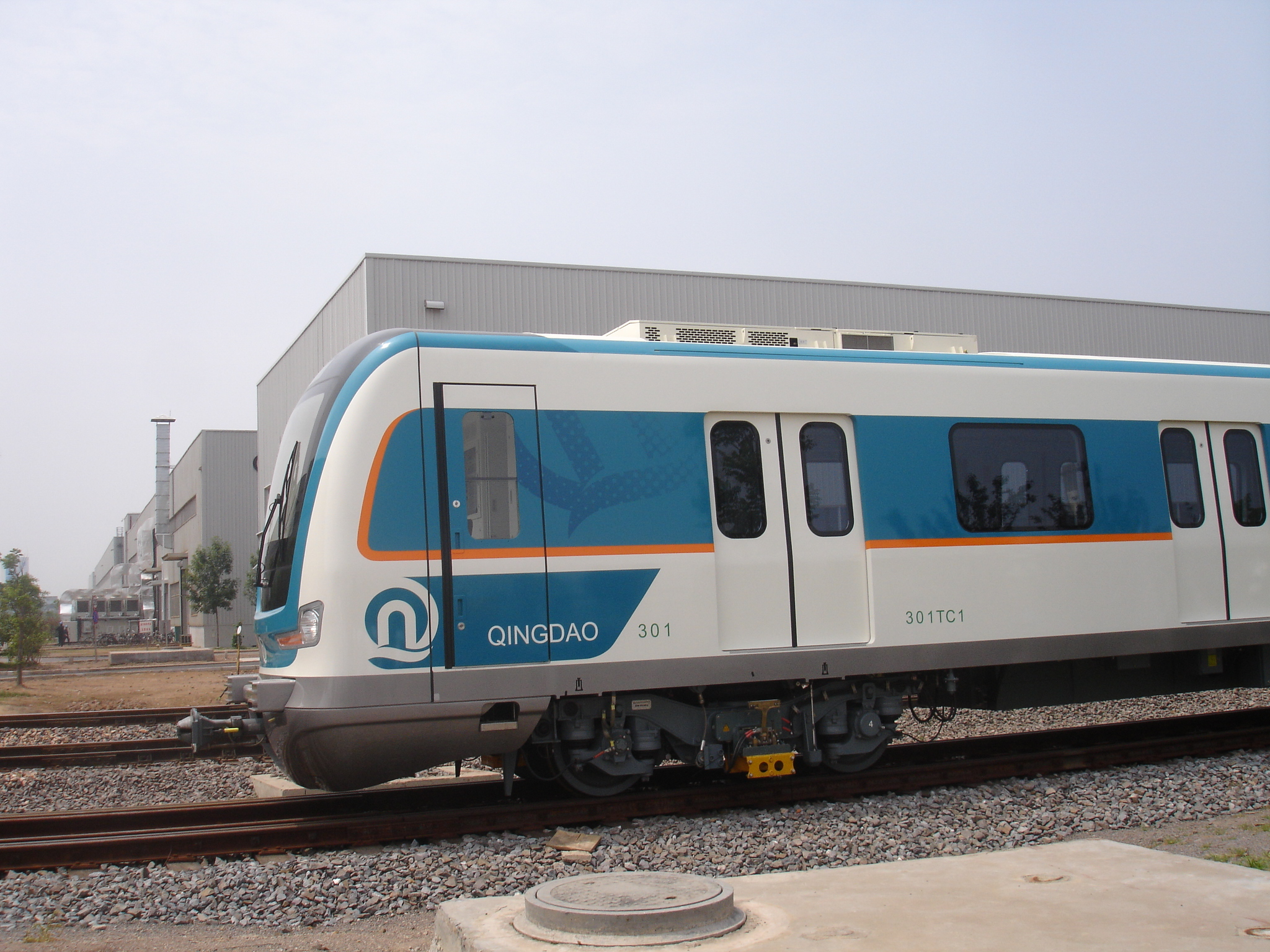
Line 3
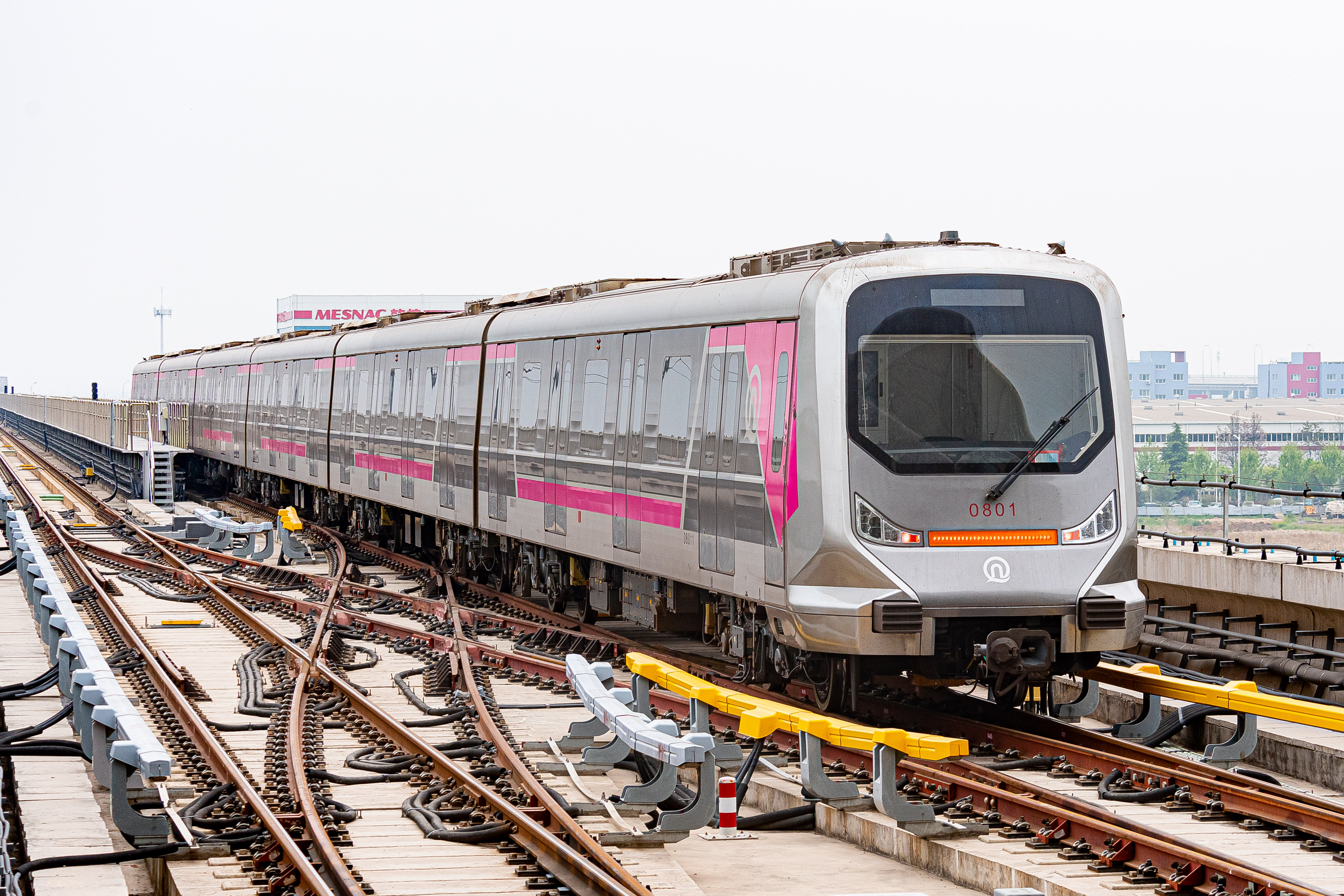
Line 8
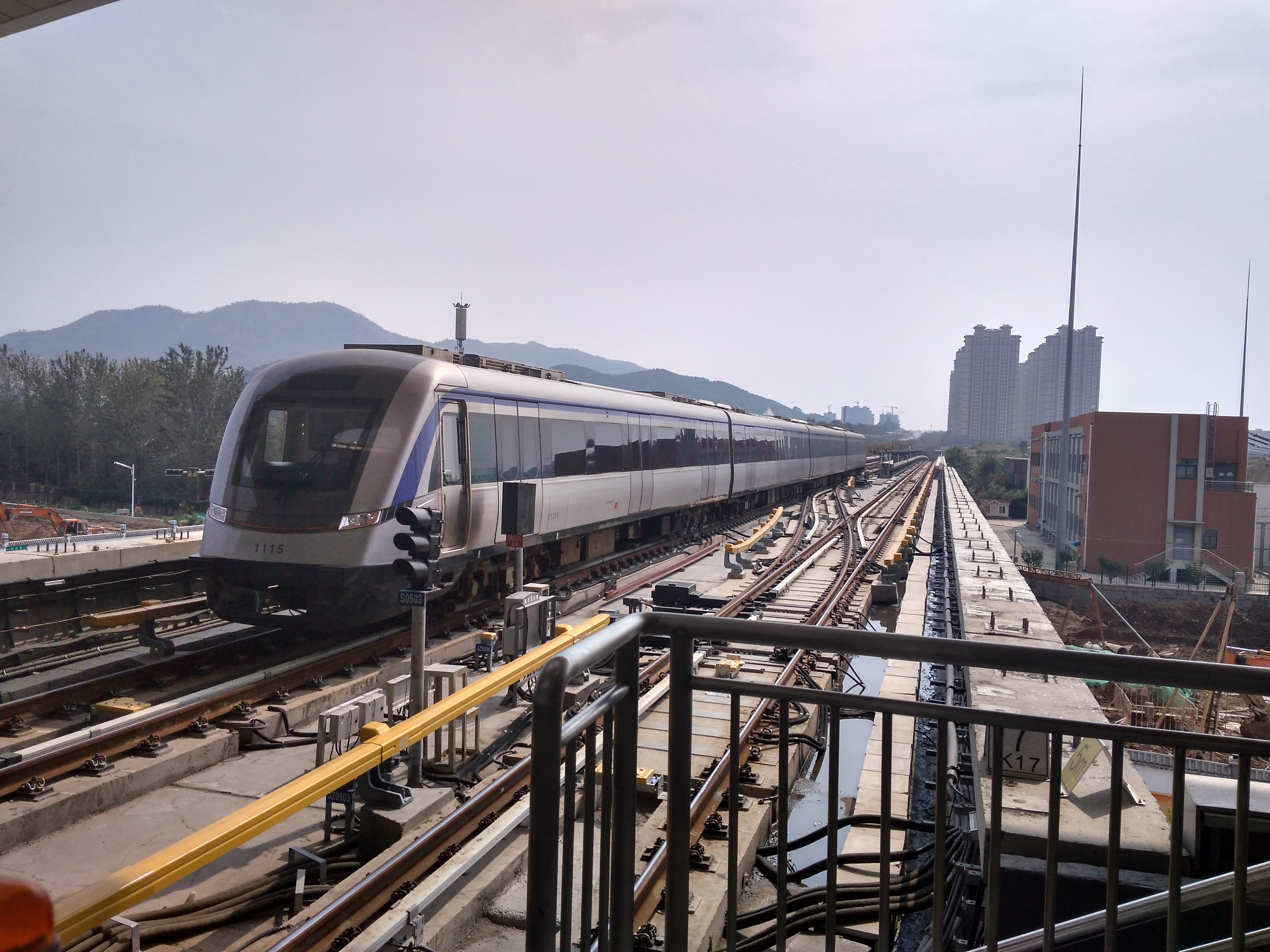
Line 11
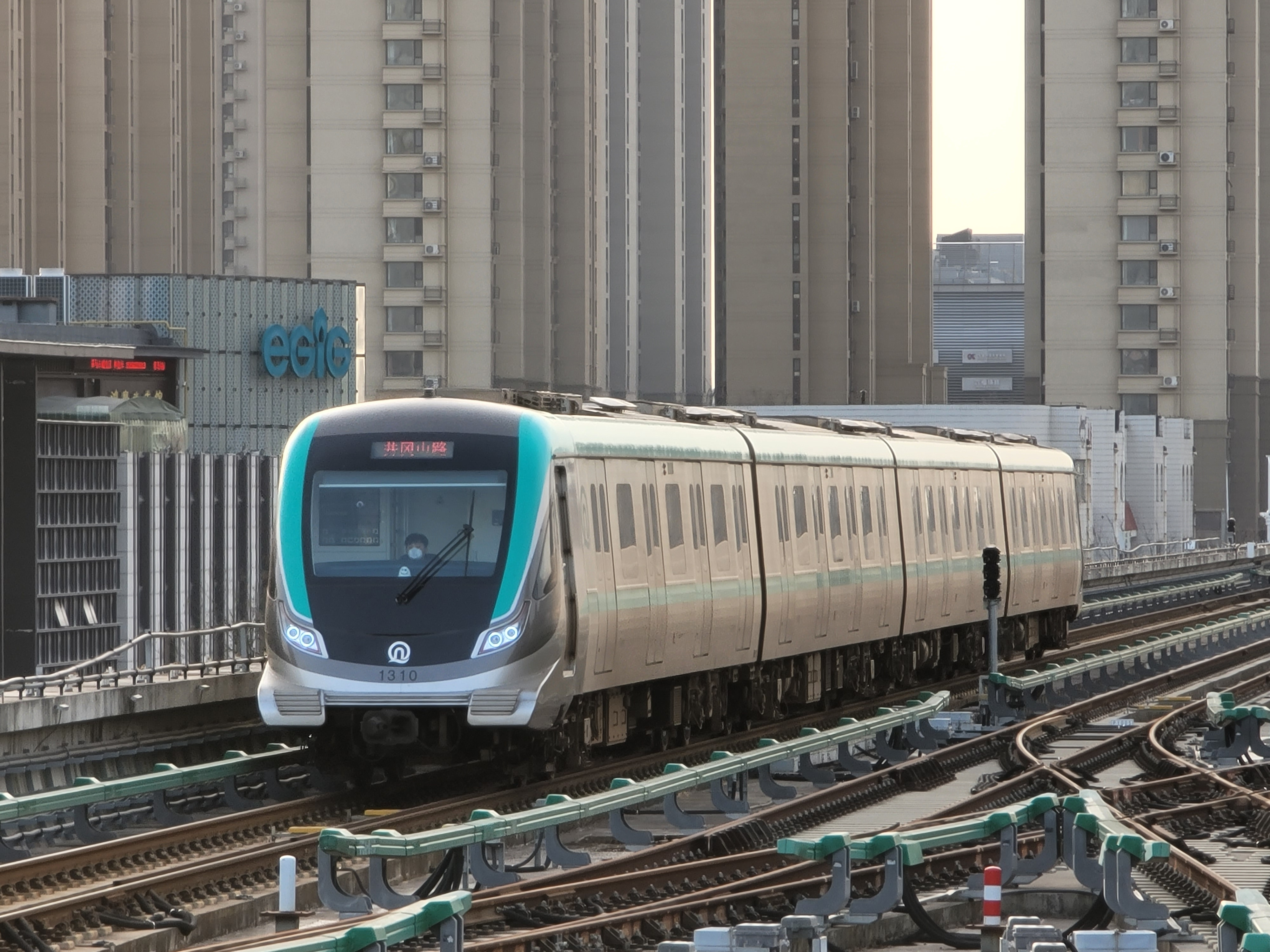
Line 13
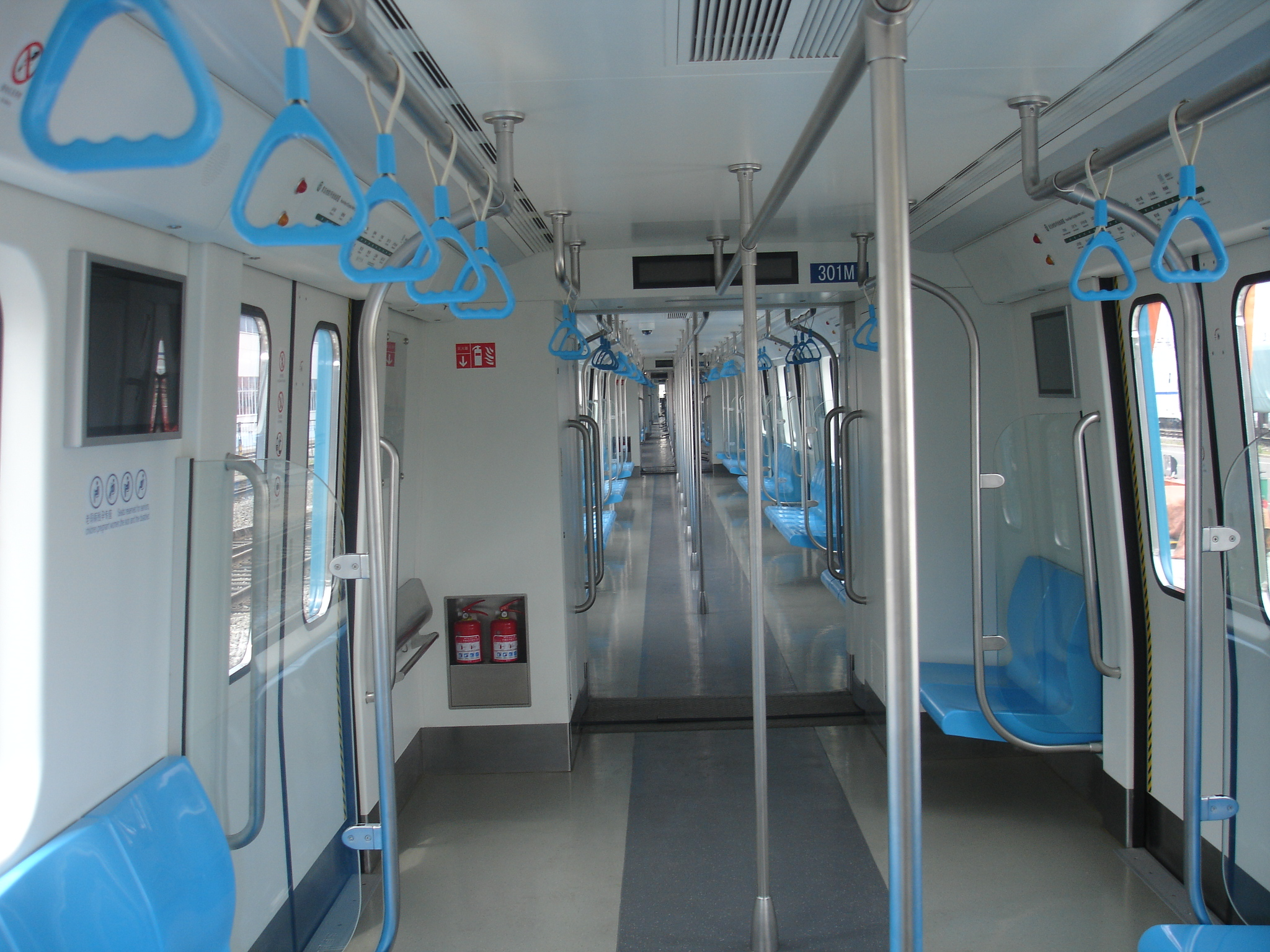
tipikus belső tér